# Castello di Mesagne
Il castello di Mesagne (conosciuto anche come Castello Orsini Del Balzo) è una struttura difensiva della città.

## Storia
Presumibilmente esisteva già in periodo bizantino (XI secolo), ma la costruzione di un Castrum Medianum è attestata solo nel 1062, anno dell'invasione dei Normanni, a Roberto D'Altavilla. Nel 1195 il castrum di Mesagne è donato ai Cavalieri Teutonici, Durante il Regno di Federico II la manutenzione del castello è affidata esclusivamente agli abitanti del borgo. Intorno al 1430 il castello fu completamente ristrutturato da Giovanni Antonio Orsini del Balzo, al quale si deve la sistemazione del mastio. Ulteriori modifiche furono applicate nel Seicento ad opera di Giovanni Antonio Albricci, principe di Mesagne, e nel 1750 per via dei danni subiti con il terremoto di Nardò del 1743. Sotto il marchese Barretta, quindi, furono abbattuti muri pericolanti, modificate le finestrature del torrione e aperte le arcate al primo piano. A causa del terremoto venne abbattuto il "Polledro", una torretta che sovrastava il mastio. Tra il XVII e il XVIII secolo vi furono ulteriori modifiche apportate dagli Imperiali e dai Granafei, che ne fecero la propria residenza. Dal 1973 il castello è di proprietà del comune, che nel 1995 vi ha svolto lavori di restauro. Al suo interno è allestito il Museo archeologico Ugo Granafei.

## Descrizione
La parte più antica della struttura è il torrione normanno, a pianta quadrangolare con beccatelli e merlature sulla cima. Vi sono ancora le feritoie, all'epoca usate per il lancio dei proiettili e delle palle di cannone. Nel XVI vennero aggiunte finestre barocche, essendo la torre stata trasformata in residenza signorile, assieme al resto del castello. La struttura del castello è rettangolare, molto manomessa nell'epoca barocca. Il castello infatti ha perso l'aspetto originario, assumendo quello di una residenza signorile fortificata, con portali in bugnato. Nell'atrio sono presenti due bocche per la raccolta dell'acqua piovana e un tempo esisteva un pozzo con abbeveratoio. Dall'atrio si accedeva alla rimessa, ad un magazzino e alla stalla. Su di esso si affaccia l'elegante loggiato, fatto costruire nel 1661 dal principe Giannantonio Albricci, come testimoniato da un mosaico sul pavimento. Grazie a un intervento di restauro sono state recuperate le neviere, dei locali sotterranei rivestiti in legno per garantire un discreto isolamento termico. Vi si conservava il ghiaccio andato a prelevare dalle Murge tarantine. Erano presenti due neviere, di cui una sotto il pavimento della stanza sulla sinistra dell'ingresso principale e l'altra sotto l'attuale sala mostre, sul lato nord ovest del castello. Alla base del torrione, invece, si trova il carcere, comprendente sei celle e raggiungibile attraverso due ripide scale oppure tramite una stretta scala a chiocciola. Le celle sul lato nord sono dotate di piccole finestre, visibili alla base della torre. Nel castello son presenti sei cisterne per l'olio, di cui quattro originarie da circa 100.000 l e due costruite successivamente. Ogni cisterna è rivestita in basso da pietra calcarea impermeabile e nella parte superiore da carparo o tufo, materiali porosi che fanno supporre il riempimento solo fino a un certo livello. Nelle pareti si osservano dei fori per il ricambio dell'aria. Di recente sono state aperte delle porte per rendere le cisterne visitabili. Un ambiente di notevole importanza è la gran sala, dove un tempo si tenevano banchetti e riunioni. La sala è sormontata da capriate in legno, una volta coperte da un soffitto di tavole a quadrelli, ma in seguito lasciate a vista. Le pareti presentano diversi affreschi con stemmi di casate nobiliari. Nel piano superiore del castello dovevano trovarsi due cappelle private, delle quali una collocata sul lato nord, vicino alla sala dell'ambasciata, mentre l'altra in una stanzetta sul lato meridionale della grande sala. In questa stanzetta si osservano pareti decorate con stucchi e potrebbe essere stata adibita a cappella dopo il terremoto del 1743 come ringraziamento alla Vergine del Monte Carmelo per lo scampato pericolo.

## Galleria d'immagini

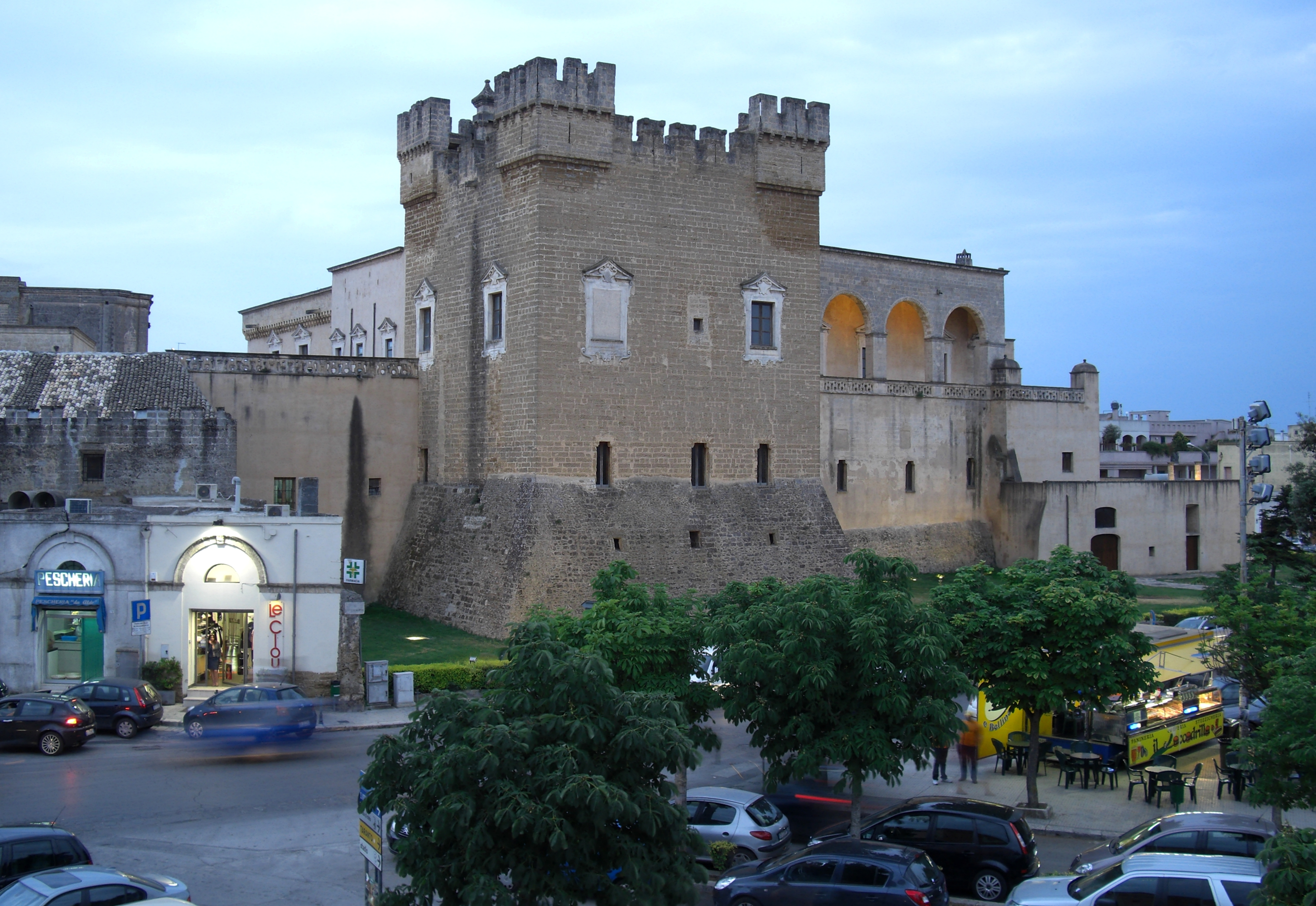
Torrione
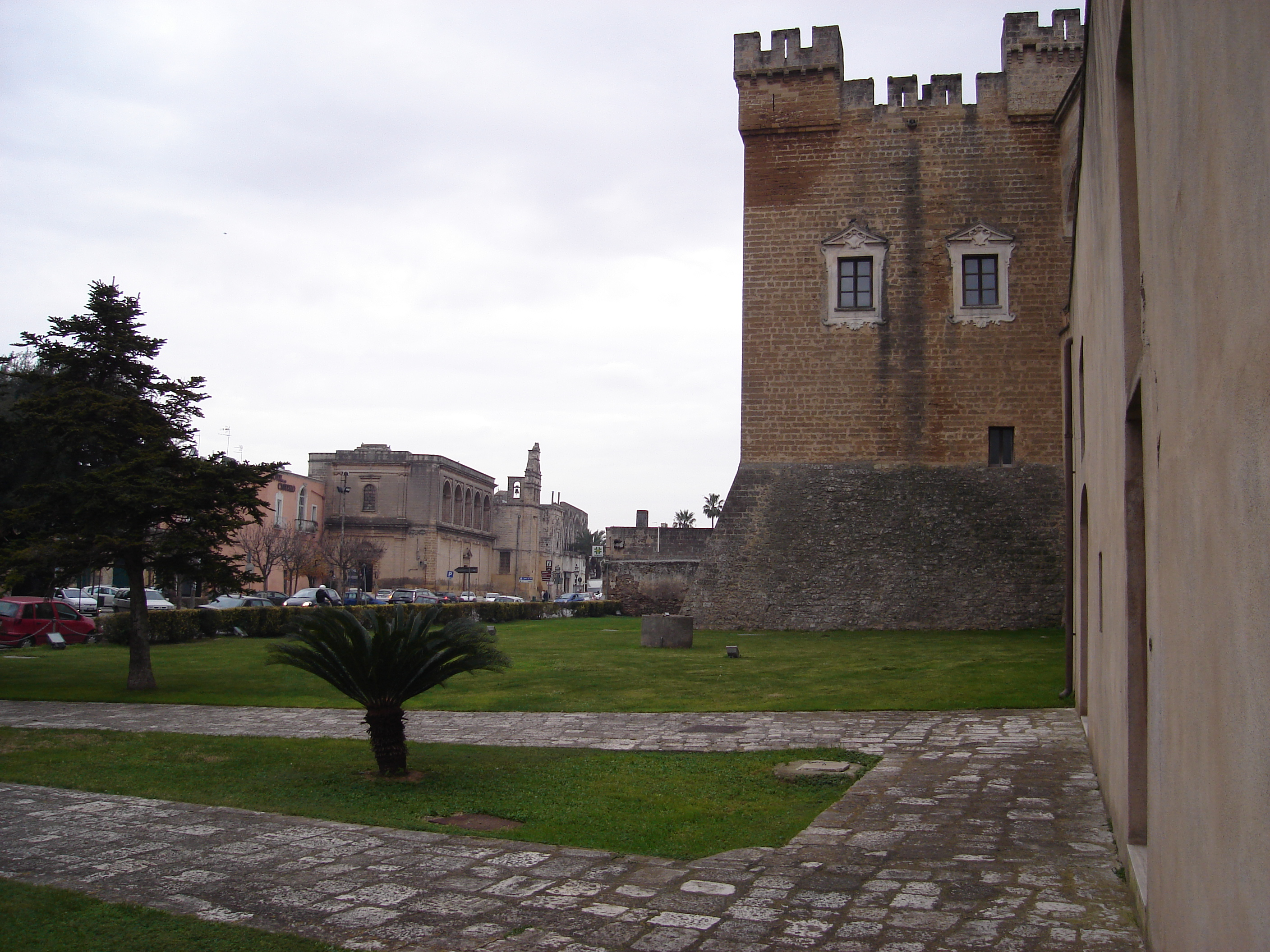
Torrione e giardino
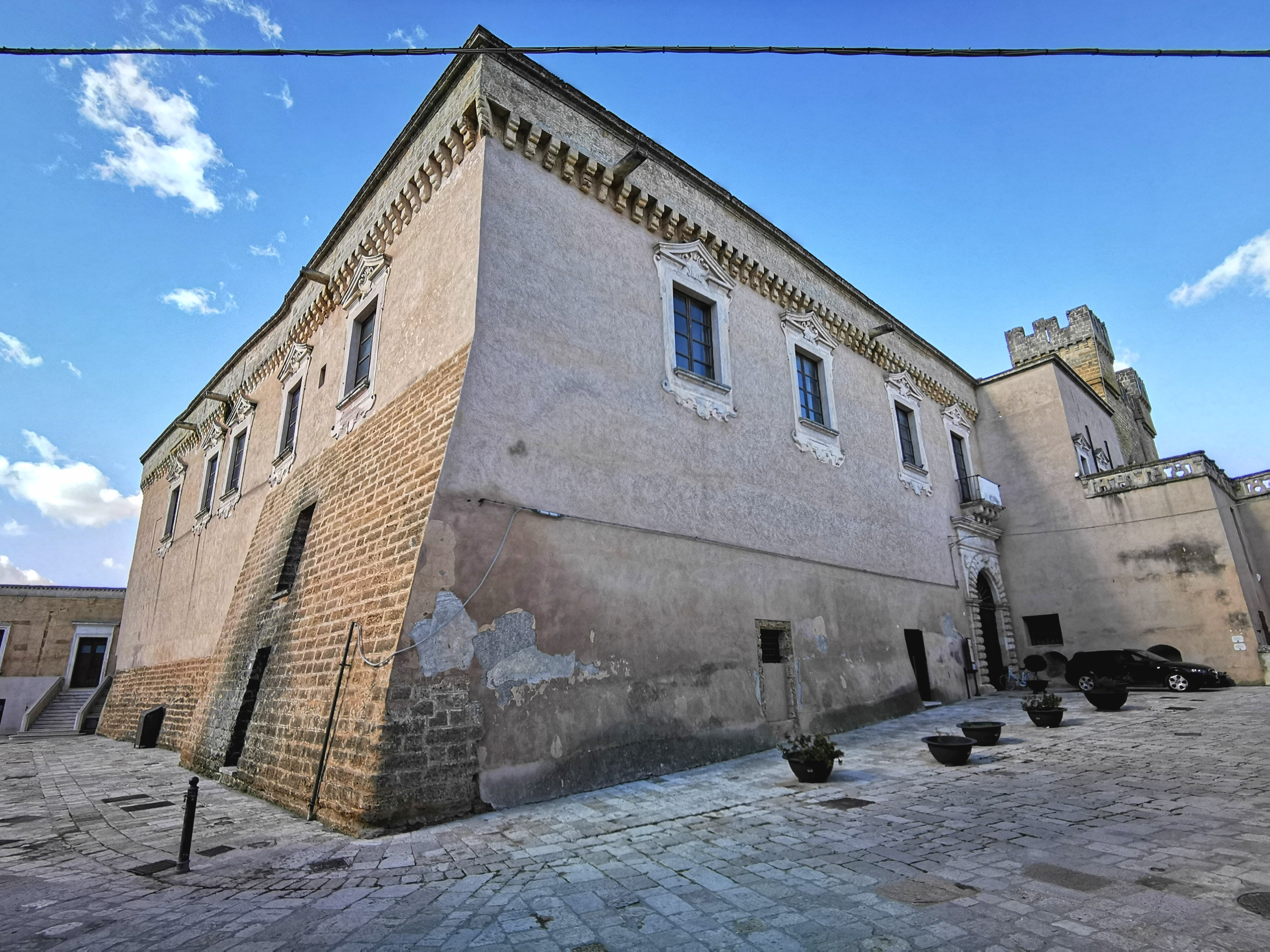
Castello sul lato di piazza Cavaliere

Correzione: da: "sul lato di piazza Cavaliere" a: "sul lato di piazza Orsini del Balzo".